# Ngư nghiệp và biến đổi khí hậu

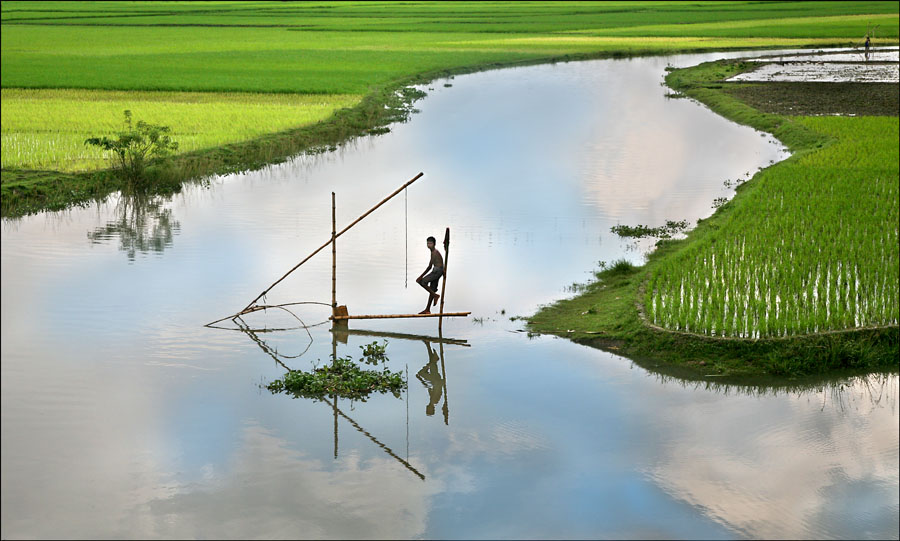
Đánh cá bằng lưới nâng tại Bangladesh. Cộng đồng đánh cá ven bờ ở Bangladesh rất dễ bị ngập khi mực nước biển dâng lên.

Tăng nhiệt độ đại dương và axit hóa đại dương đang  hoàn toàn làm thay đổi hệ sinh thái thủy sinh. Biến đổi khí hậu đang làm thay đổi sự phân bố cá  và năng suất của các loài cá biển cá nước ngọt. Điều này có ảnh hưởng đến sự bền vững của đánh bắt cá và nuôi trồng thủy sản, đến đời sống của cộng đồng phụ thuộc vào ngư nghiệp, và đến khả năng các đại dương giữ lại và lưu trữ carbon (máy bơm sinh học). Tác động của mực nước biển dâng có nghĩa là các cộng đồng ngư nghiệp ven biển đang ở tiền tuyến của biến đổi khí hậu, trong khi đó việc thay đổi mô hình mưa và sử dụng nước tác động đến đánh bắt cá và nuôi trồng thủy sản (nước ngọt) nội địa.

## Vai trò của đại dương

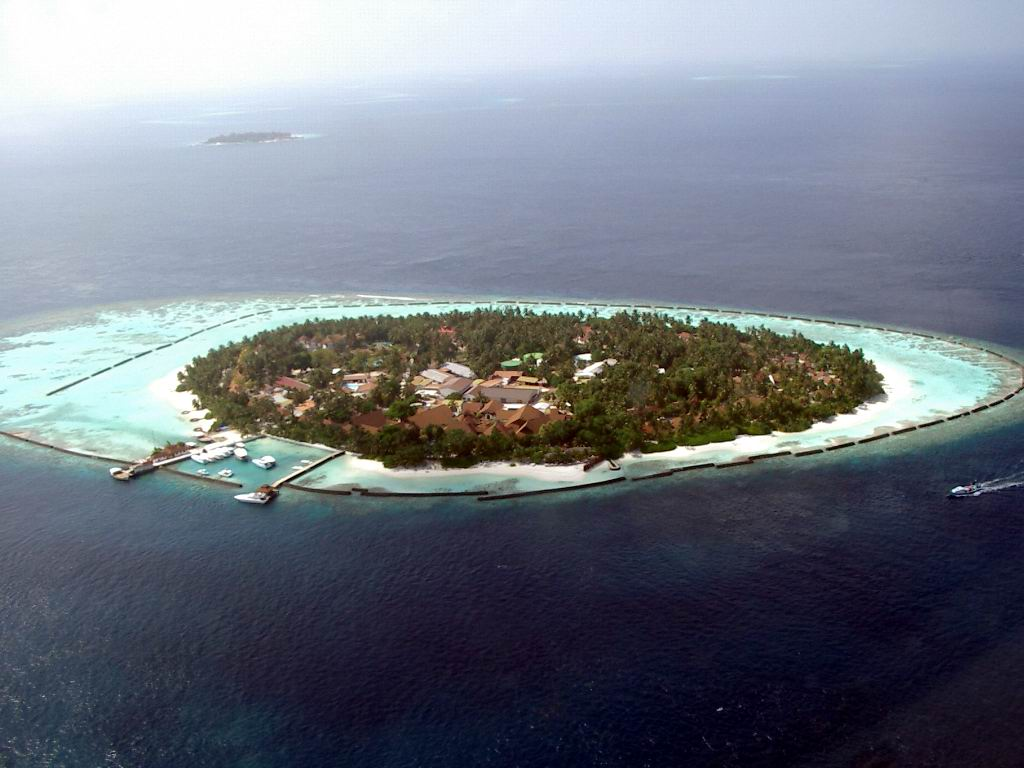
Một hòn đảo với rạn san hô viền bờ tại Maldives. Rạn san hô đang chết dần trên khắp thế giới.

Đại dương và hệ sinh thái ven biển đóng một vai trò quan trọng trong chu trình carbon toàn cầu và đã loại bỏ khoảng 25% lượng carbon dioxide thải ra từ các hoạt động con người từ năm 2000 đến năm 2007 và khoảng một nửa CO2 có nguồn gốc từ con người được thải ra từ khi khởi đầu cuộc Cách mạng Công nghiệp. Tăng nhiệt độ đại dương và axit hóa đại dương có nghĩa là năng lực của bồn chứa carbon đại dương sẽ dần dần yếu đi, làm tăng lên những sự lo ngại toàn cầu được thể hiện trong các Tuyên bố Monaco và Manado. Hệ sinh thái đại dương khỏe mạnh là rất cần thiết cho việc làm dịu biến đổi khí hậu. Rạn san hô cung cấp môi trường sống cho hàng triệu loài cá và với biến đổi khí hậu nó có thể khiến những loài san hô này chết đi.

## Tác động lên ngành sản xuất cá
Axit hóa đại dương ngày càng nhiều khiến cho các sinh vật biển như tôm, hàu, hoặc san hô trở nên khó khăn hơn khi tạo vỏ – một quá trình được gọi là vôi hóa. Rất nhiều động vật quan trọng như động vật phù du, loài hình thành nên nền móng cho chuỗi thức ăn đại dương có lớp vỏ calci. Vì thế toàn bộ mạng lưới thức ăn đại dương đang bị biến đổi – có những vết nứt ở trong chuỗi thức ăn. Do đó, sự phân bố, năng suất và thành phần loài của sản xuất cá toàn cầu đang thay đổi, tạo ra những tác động phức tạp và liên kết trong đại dương, cửa sông, rạn san hô, rừng ngập mặn và thảm cỏ biển, những nơi cung cấp môi trường sống và các khu vực vườn ươm cho cá. Thay đổi mô hình mưa và sự khan hiếm nước đang tác động đến ngư nghiệp trên sông và hồ và sản xuất đánh bắt thủy sản. Sau kỷ băng hà khoảng 200.000 năm trước, nhiệt độ khí quyển toàn cầu đã tăng 3 độ, dẫn đến sự gia tăng nhiệt độ biển.

## Tác động lên cộng đồng ngư dân

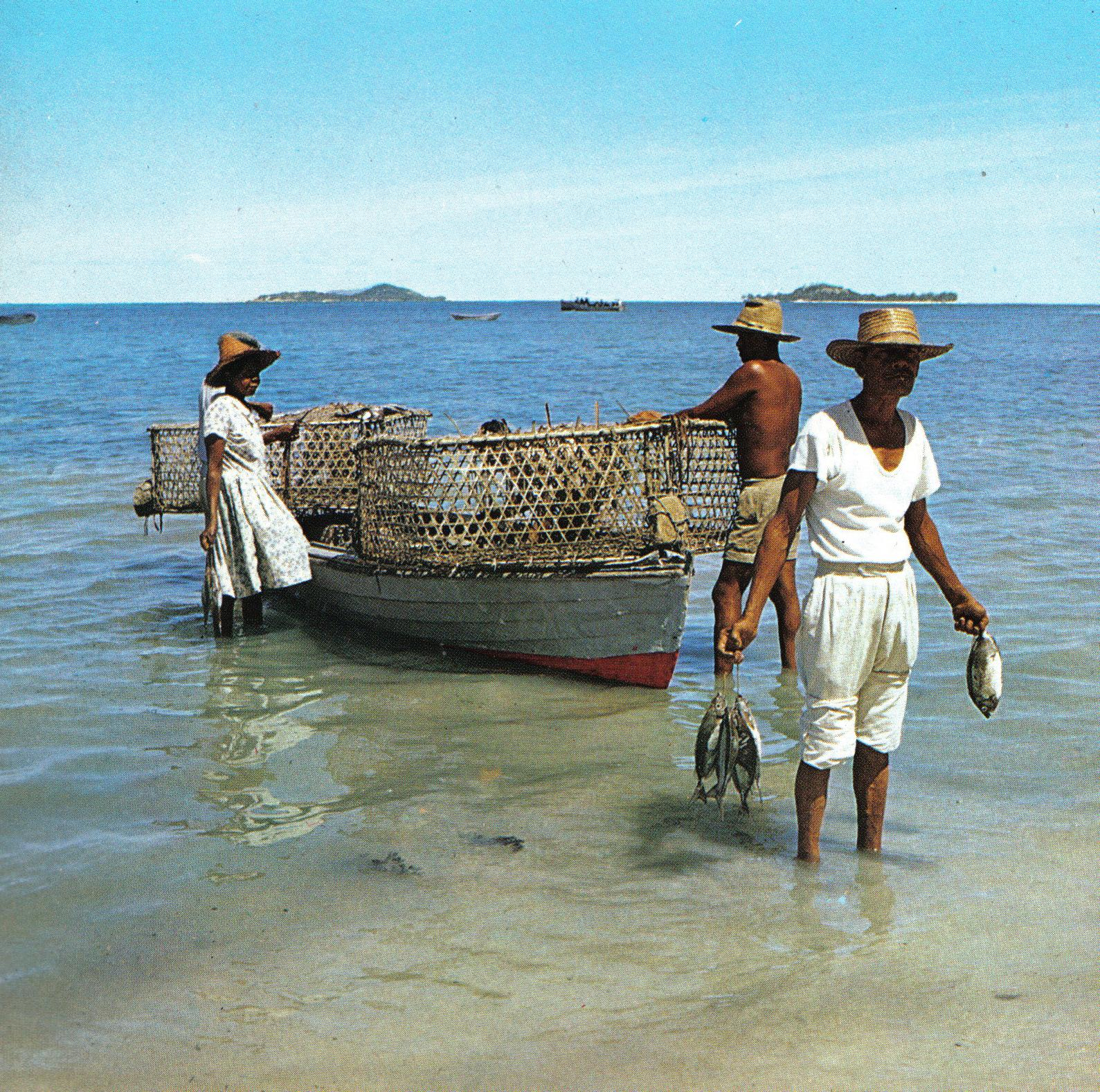
Ngư dân vào bờ cùng với mẻ đánh bắt của mình, Seychelles

Những quốc gia và dân cư đánh bắt cá và sống ven biển phụ thuộc vào ngư nghiệp đặc biệt dễ bị biến đổi khí hậu gây thiệt hại. Các quốc gia nằm dưới thấp như Maldives và Tuvalu đặc biệt dễ bị thiệt hại và toàn bộ cộng đồng có thể trở thành những người tị nạn do biến đổi khí hậu đầu tiên. Cộng đồng đánh bắt cá ở Bangladesh là đối tượng của không chỉ hiện tượng mực nước biển tăng, mà còn cả của ngập lụt và các cơn bão ngày càng xuất hiện nhiều. Cộng đồng đánh bắt cá dọc theo sông Mekong tạo ra hơn 1 triệu tấn cá ba sa hàng năm và sinh kế và ngành sản xuất cá sẽ phải chịu thiệt hại từ hiện tượng xâm nhập mặn, thứ là kết quả từ hiện tượng mực nước biển dâng và xây đập.
Đánh bắt cá và nuôi trồng thủy sản đóng góp đáng kể vào an ninh lương thực và sinh kế. Cá cung cấp dinh dưỡng thiết yếu cho 3 tỷ người và ít nhất 50% lượng đạm động vật và chất khoáng cho 400 triệu người từ những nước nghèo nhất. Sinh kế của hơn 500 triệu người ở các quốc gia đang phát triển phụ thuộc, một cách trực tiếp hoặc gián tiếp, vào đánh bắt cá và nuôi trồng thủy sản - nuôi trồng thủy sản là hệ thống sản xuất thực phẩm tăng trưởng nhanh nhất trên thế giới, tăng trưởng 7% một năm và sản phẩm từ cá là một trong các loại thực phẩm được giao dịch rộng rãi nhất, với hơn 37% (theo khối lượng) sản lượng thế giới được giao dịch quốc tế.

## Thích ứng và giảm nhẹ
Các tác động của biến đổi khí hậu có thể được giải quyết qua thích nghi và giảm nhẹ. Chi phí và lợi ích của thích ứng về cơ bản là ở địa phương hoặc quốc gia, trong khi đó chi phí của giảm thiểu về cơ bản là ở quốc gia trong khi lợi ích thì cho toàn cầu. Một số hoạt động tạo ra cả lợi ích về giảm nhẹ và thích nghi, ví dụ như việc phục hồi rừng ngập mặn có thể bảo vệ bờ biển khỏi bị xói mòn và cung cấp nơi sinh sản cho cá, đồng thời cũng cô lập carbon.

### Thích ứng

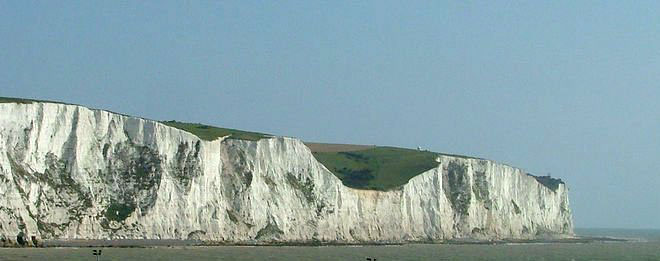
Vách đá Trắng Dover

Một số cơ quan quốc tế, bao gồm cả Ngân hàng thế Giới và Tổ chức Lương thực và Nông nghiệp Liên Hợp Quốc có những chương trình để giúp các quốc gia và cộng đồng thích ứng với hiện tượng ấm lên toàn cầu, ví dụ như bằng các chính sách phát triển nhằm nâng cao khả năng phục hồi tài nguyên thiên nhiên, thông qua các đánh giá rủi ro và tính chất dễ bị tổn thương, bằng cách tăng sự nhận thức về các tác động của biến đổi khí hậu và tăng cường những cơ quan quan trọng như dự báo thời tiết và hệ thống cảnh báo sớm. Báo cáo Phát triển Thế giới năm 2010 - Phát triển và Biến đổi Khí hậu, Chương 3 cho thấy rằng giảm hiện tượng chứa quá mức trong các đội đánh cá và xây dựng lại các quần thể cá đều có thể nâng cao khả năng phục hồi từ biến đổi khí hậu và làm tăng thu nhập kinh tế từ đánh bắt thủy sản biển khoảng 50 tỷ USD mỗi năm, đồng thời cũng làm giảm lượng khí nhà kính gây ra bởi tàu đánh cá. Do đó, loại bỏ trợ cấp nhiên liệu cho việc đánh cá có thể có lợi kép khi giảm thiểu cả việc phát thải cả việc đánh bắt quá mức.
Đầu tư vào nuôi trồng thủy hải sản bền vững có thể làm vật đệm cho việc sử dụng nước trong nông nghiệp trong khi sản xuất thực phẩm và đa dạng hóa các hoạt động kinh tế. Nhiên liệu sinh học bằng tảo biển cũng cho thấy tiềm năng vì tảo biển có thể sản xuất ra lượng dầu trên mỗi mẫu anh nhiều hơn từ 15 đến 300 lần so với hoa màu thông thường, ví dụ như hạt nho, đậu tương hoặc mè, và tảo biện không yêu cầu nguồn nước ngọt khan hiếm. Các chương trình như GEF-Coral Reef Targeted Research được tài trợ đã cung cấp những lời khuyên về việc xây dựng khả năng phục hồi và một hệ sinh thái rạn san hô lưu trữ, trong khi đó sáu quốc gia Thái Bình Dương gần đây đã đạt được một thỏa thuận chính thức trong việc bảo vệ các rạn san hộ tại một điểm nóng đa dạng sinh học – Tam giác San hô.

### Giảm nhẹ
Đại dương đã lấy đi 50% lượng CO2 có nguồn gốc từ con người, vậy là các đại dương đã hấp thụ nhiều tác động của biến đổi khí hậu. Nổi tiếng Vách đá Trắng Dover minh họa cách mà đại dương bắt giữ và chôn vùi carbon. Những vách đá vôi, được hình thành từ những bộ xương của biển sinh vật phù du gọi là coccoliths. Tương tự, dầu mỏ, hình là do phần lớn để biển và thủy sinh vật phù du nữa minh họa vai trò quan trọng của đại dương trong bon.
Chính xác bằng cách nào mà đại dương giữ lại và chôn vùi CO2 là chủ đề của những cuộc nghiên cứu liên tục bởi các nhà khoa học trên khắp thế giới, ví dụ như Dự án Carboocean. Mức hiện tại của khí nhà kính tức là độ axít đại dương sẽ tiếp tục tăng lên và hệ sinh thái thủy sinh sẽ tiếp tục bị thoái hóa và biến đổi. Có những cơ chế phản hồi có liên quan ở đây. Ví dụ như, vùng nước ấm hơn có khả năng hấp thụ ít CO2 hơn, vậy nên khi nhiệt độ đại dương tăng lên, một số CO2 đã bị hòa tan sẽ bị thải trở lại khí quyển. Hiện tượng nóng lên cũng đồng thời làm giảm lượng dinh dưỡng trong vùng biển khơi trung (sâu khoảng 200 tới 1000 m). Điều này ngược lại lại giới hạn độ tăng trưởng của tảo silic có lợi cho những thực vật phù du nhỏ hơn, thứ là máy bơm sinh học cacbon chất lượng thấp hơn. Điều này hạn chế khả năng cô lập cácbon của đại dương khi nó ấm. Điều đã rõ ràng là, một hệ sinh thái ven biển và đại dương khỏe mạnh là hết sức cần thiết để duy trì vai trò cấp thiết của bồn chứa cacbon đại dương, như đã được trình bày, ví dụ như, trong bản đánh giá Blue Carbon được trình bày bởi UNEP và báo cáo về bồn chứa cacbon ven biển của IUCN và những bằng chứng ngày càng nhiều về vai trò của sinh khối cá trong việc vận chuyển cacbon từ mặt nước xuống sâu dưới đại dương.
Trong khi những công cụ tài chính cacbon khác bao gồm cả việc phục hồi rừng (REDD) và sản xuất năng lượng sạch (mua bán phát thải cacbon), một số lại nêu ra sự cần thiết của hoạt động tài trợ một đại dương và hệ sinh thái biển khỏe mạnh mặc dù những thứ này là cần thiết cho việc liên tục hút khí CO2 và khí nhà kính. Nền tảng khoa học cho việc làm màu mỡ đại dương – nhằm sản xuất ra nhiều thực vật phù du hơn để tăng khả năng hấp thu CO2 – đã bị thách thức, và những đề xuất chôn CO2 sâu xuống lòng đại dương đã gặp phải chỉ trích từ những nhà hoạt động vì môi trường. Những cuộc tranh luận xoay quanh vấn đề này đã nhấn mạnh sự cần thiết phải tăng cường hiểu biến khoa học về cách mà đại dương cô lập cacbon.

## Đánh bắt quá mức
Mặc dù đã có những sự sụt giảm trong ngư nghiệp do biến đổi khí hậu, một nguyên nhân khác cho hiện tượng sụt giảm này là do đánh bắt quá mức. Các nghiên cứu cho thấy tình trạng của đại dương đang gây ra sự sụp đổ của ngư nghiệp, và tại những khu vực nơi ngư nghiệp chưa sụp đổ, việc đánh bắt quá mức đã có những ảnh hưởng to lớn tới ngành công nghiệp. Đánh bắt quá mức là do khả năng tiếp cận biển cả, mọi người có thể dễ dàng đánh bắt cá, kể cả chỉ là cho vui. Cũng đồng thời tồn tại nhu cầu hải sản cao của ngư dân, cũng như công nghệ hiện đại thứ đã làm tăng lượng cá bắt được trong mỗi chuyến đi.
Nếu mỗi người chỉ được phép đánh bắt một số lượng cá nhất định thì vấn đề đánh bắt quá mức có lẽ sẽ được giải quyết. Kiểu hệ thống giới hạn này đã được vận hành tại một số quốc gia như New Zealand, Na Uy, Canada và Hoa Kỳ. Tại các quốc gia này, hệ thống giới hạn đã giúp đỡ ngành ngư nghiệp một cách thành công. Các kiểu hệ thống giới hạn này được gọi là hạn ngạch đánh bắt cá nhân. Điều này có nghĩa là tại nơi áp dụng hạn ngạch, chính phủ quản lý và trong ranh giới này họ có quyền sử dụng tài nguyên đại dương như họ muốn.